# 爆炸狗
爆炸狗、爆炸头肯、阿福柔犬（アフロ犬，Afro Kan）是由日本San-X公司创作的漫画角色。该公司创作的漫画角色还有Kogepan。这只小狗拥有彩虹色的爆炸式发型（Afro）。他看上去很天真可爱，而且一直有着好心情。爆炸狗喜欢尝试新东西。他还喜欢跟他类似的物品。在靠近这些东西的时候，他的头发能够变得跟它们一样。
所以，爆炸狗有很多种惊世骇俗造型，如Techno Kan、Funky Kan、Lord Kan、Super Afro Kan和Normal Kan。其中，正常肯（Normal Kan）与众不同，没有古怪的发型。
阿福柔犬因外型似綿羊，許多人也稱呼它-小綿羊。